# Regent Sky
La Regent Sky è stata una nave da crociera mai completata ed entrata in servizio. Concepita inizialmente come traghetto passeggeri, fu trasportata in Grecia per essere sottoposta a importanti lavori di ristrutturazione e completamento, che però non vennero portati a termine. Dopo parecchi anni di disarmo la nave fu venduta per la demolizione nel luglio 2011.

## Storia
Nel 1979 la compagnia di navigazione svedese Stena Line ordinò quattro navi traghetto ai cantieri polacchi Stocznia im Lenina di Gdynia. I forti ritardi nel completamento e nella consegna delle prime due gemelle portarono, nel 1986, all'annullamento dell'ordine per le altre due, che furono quindi messe in vendita. La Stena Baltica, varata nel 1988 ancora incompleta, fu acquistata da Anthony Lelakis, proprietario della Regency Cruises, una compagnia di navigazione greca attiva nel campo delle crociere.
Rimorchiata in Grecia e rinominata Regent Sky, la nave fu sottoposta a lavori per il completamento e la conversione in nave da crociera ai cantieri navali Avlis di Calcide, di proprietà dello stesso Lelakis, per un costo complessivo di circa 200 milioni di dollari. Nel 1990 la nave fu allungata di oltre 50 metri ai cantieri navali di Eleusi, a Perama. I lavori andarono avanti fino al 1995, quando il gruppo Lelakis e la Regency Cruises fallirono.
La nave, privata anche dei motori Wärtsilä che erano stati installati durante i lavori in Grecia, divenne proprietà della Banca di Grecia, venendo messa in vendita e passando di proprietà in varie occasioni; attorno alla metà degli anni duemila furono diffuse anche alcune rappresentazioni grafiche della nave una volta terminati i lavori, che tuttavia non ripresero mai. Nel 2009 lo scafo, sempre fermo nelle vicinanze di Eleusi, fu rinominato Zoe e, ormai troppo danneggiata dal lunghissimo periodo di disarmo, nel 2011 la nave fu venduta per la demolizione in Turchia, partendo verso Aliağa il 14 luglio.

## Navi gemelle
- Stena Spirit (già Stena Scandinavica)
- Stena Vision (già Stena Germanica)
- El. Venizelos